# Placoceratias gorgasi
Placoceratias gorgasi är en tvåvingeart som beskrevs av Loïc Matile 1990. Placoceratias gorgasi ingår i släktet Placoceratias och familjen platthornsmyggor.
Artens utbredningsområde är Panama. Inga underarter finns listade i Catalogue of Life.